# Spărgătorii blocadei
Spărgătorii blocadei (în franceză Les Forceurs de blocus) este o nuvelă scrisă de Jules Verne în 1865  și publicată în 1871, în diferite variante, alături de Un oraș plutitor.

## Povestea
Povestea începe cu descrierea lansării la apă a vaporului Delfin, modern în acea vreme, construit în portul scoțian Glasgow la cererea Statelor Confederate ale Americii. Căpitanul și armatorul vasului este Vincent Playfair.
În timpul Războiului de secesiune, a fost constituită o blocadă maritimă pe coasta statelor sudiste, care a afectat comerțul cu bumbac. Delfinul trebuie să forțeze blocada și să intre în portul Charleston din Carolina de Sud pentru a ridica o încărcătură de bumbac. În schimbul acestuia, nava aduce arme pentru armata confederată.
În timpul acestei călătorii, între James Playfair - fiul armatorului Vincent Playfair - și domnișoara Jenny Halliburtt se înfiripă o relație strânsă. Jenny îl ajută pe James să își îndeplinească misiune prin sfaturile sale înțelepte, dovedindu-se în final că dorea să ajungă în Charleston pentru a-și salva tatăl, un aboliționist ținut prizonier.

### Capitolele nuvelei
| - I - Delfinul - II - Manevră de plecare - III - Pe mare - IV - Șiretlicurile lui Crockston - V - Ghiulelele Irochezului și argumentele domnișoarei Jenny | - VI - Șenalul insulei Sullivan - VII - Un general sudist - VIII - Evadarea - IX - Între două focuri - X - Saint Mungo |

## Asemănări cu realitatea
Nuvela lui Jules Verne a fost inspirată de fapte reale. În timpul Războiului de secesiune, aboliționiștii au impus o blocadă navală în jurul coastelor statelor din sud, aparținând confederaților. Multe nave au pierit la începutul anilor 1860 în timpul confruntărilor dintre ambarcațiunile care patrulau și cele care încercau să spargă blocada din apropierea orașului Charleston.

## Teme abordate în cadrul romanului
- Travestiul, impersonat de domnișoara Jenny Halliburtt (temă prezentă și în romanul Minunatul Orinoco)
- Dorința de a salva o persoană dragă, în persoana tatălui domnișoarei Jenny Halliburtt (temă prezentă în multe opere verniene, cu precădere în Copiii căpitanului Grant și "O iarnă printre ghețari")
- Lupta corăbiilor cu pânze contra vapoarelor cu aburi, în episodul epic al urmăririi dintre velierul sudist și steamerul englez

## Lista personajelor
- Crockston - protectorul d-rei Jenny pe durata călătoriei
- Dl. Jonathan Halliburtt - aboliționist ținut prizonier în Charleston
- Dl. Mathew - secund pe vasul Delfinul
- James Playfair - armatorul căruia îi aparține vasul Delfinul, care este și căpitan
- Vincent Playfair - fiul armatorului
- John Stiggs, alias d-ra Jenny Halliburtt - fiica lui Jonathan

## Adaptări
În 2008 a apărut cartea audio "Les Forceurs de Blocus" în cadrul ediției Des Oreilles Pour Lire. Pentru interpretarea sa, comediantul Charles Reale a fost recompensat cu distincția Coup de Cœur acordată de academia Charles Cros.

## Traduceri în limba română
- 1924 - Vaporul misterios, Ed. J. Negreanu, traducere George B. Rareș, 112 pag.
- 1985 - Un oraș plutitor. Spărgătorii blocadei. Invazia mării, Ed. Ion Creangă, Colecția "Jules Verne", vol. 35, traducere Doina Opriță, 280 pag.
- 2007 - "Spărgătorii blocadei" - în volumul Călătorii extraordinare, Ed. Paralela 45, traducere Dan Starcu, 160 pag., ISBN 978-973-47-0019-6
- 2009 - Invazia mării. Spărgătorii blocadei, Ed. Art, traducere Doina Opriță, 352 pag., ISBN 978-973-88909-3-0
- 2010 - Satul aerian. Spărgătorii blocadei, Ed. Adevărul, Colecția "Jules Verne", vol. 37, traducere Daniela-Andreea Andronic, 260 pag., ISBN 978-606-539-183-3